# Pointe Giraud
La pointe Giraud (en anglais : Giraud Point) est un cap australien sur le littoral oriental d'une vaste péninsule fermant le sud-ouest de la baie Shark, golfe de l'océan Indien sur la côte ouest de l'Australie-Occidentale. Il a été formellement découvert par l'expédition vers les Terres Australes du Français Nicolas Baudin au début du mois d'août 1801.

## Situation
La pointe Giraud se situe à 26° 27′ 45″ S, 113° 37′ 45″ E, ce qui la place à la pointe nord d'une petite péninsule de la côte ouest de l'Australie-Occidentale. Cette dernière est attachée au littoral oriental d'une autre langue de terre beaucoup plus vaste qui ferme le sud-ouest du golfe de l'océan Indien appelé baie Shark et qui relève du comté de la baie Shark, une zone d'administration locale appartenant elle-même à la région de Gascoyne.
De fait, cette grande péninsule appelée péninsule Carrarang est hérissée de plusieurs autres plus petites baignées par les eaux du golfe. La pointe Giraud est située au bout de l'une de celles qui se forment le plus près de sa racine, loin à l'intérieur du havre Henri Freycinet par ailleurs délimité par la presqu'île Péron à l'est.

## Histoire

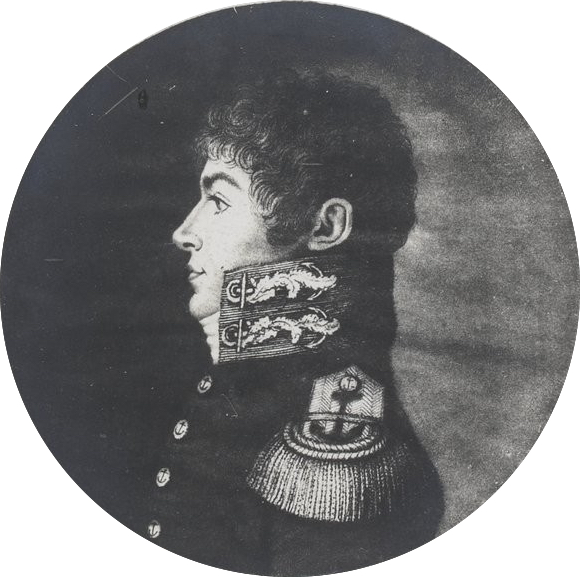
Portrait de Louis Claude de Saulces de Freycinet, enseigne de vaisseau français qui a nommé le cap Heirisson.

Si la baie Shark a été identifiée par les Hollandais dès le XVIIe siècle, il faut attendre le début du XIXe pour qu'elle soit précisément cartographiée et ses points remarquables désignés par un toponyme : les navires de l'expédition Baudin n'arrivent dans la région qu'au milieu de l'année 1801, et seul le Naturaliste procède alors à une reconnaissance aboutie de l'intérieur du golfe, où se trouve donc la pointe Giraud.
D'après le chapitre X du Voyage de découvertes aux terres australes publié par François Péron en 1807, ce cap a été découvert et nommé par l'enseigne de vaisseau et auteur dudit chapitre Louis Claude de Saulces de Freycinet pendant une excursion de plusieurs jours qu'il fit à bord d'une petite embarcation partie du navire commandé par Jacques Félix Emmanuel Hamelin le 2 août 1801. Il le découvre le 11 août en longeant l'est de la péninsule Carrarang vers le sud.
Il lui attribue le nom de pointe Giraud en l'honneur « de l'aspirant plein de zèle et de dévouement » qui l'accompagnait dans son canot : Étienne Giraud, lui aussi installé sur le Naturaliste à l'époque. Dans la journée, sa reconnaissance de l'entrée Depuch terminée, il file ensuite vers le sud plus loin à l'intérieur du havre Henri Freycinet et débarque sur l'île aux Trois-Baies dans la soirée.